# Unterweißenbach
Unterweißenbach je městys v rakouské spolkové zemi Horní Rakousy, v okrese Freistadt.

## Vývoj počtu obyvatel
V roce 2012 zde žilo 2 312 obyvatel.
| Vývoj počtu obyvatel | Vývoj počtu obyvatel | Vývoj počtu obyvatel | Vývoj počtu obyvatel | Vývoj počtu obyvatel |
| Rok                  | Obyvatelé            |                      | Rok                  | Obyvatelé            |
| -------------------- | -------------------- | -------------------- | -------------------- | -------------------- |
| 1869                 | 2.147                |                      | 1951                 | 2.181                |
| 1880                 | 2.132                |                      | 1961                 | 2.285                |
| 1890                 | 2.238                |                      | 1971                 | 2.474                |
| 1900                 | 2.115                |                      | 1981                 | 2.501                |
| 1910                 | 2.127                |                      | 1991                 | 2.465                |
| 1923                 | 2.160                |                      | 2001                 | 2.299                |
| 1934                 | 2.264                |                      | 2011                 | 2.315                |
| 1939                 | 2.283                |                      | 2016                 | 2.224                |